# Basque (torpilleur)
Pour les articles homonymes, voir Basque (homonymie).
Le Basque est l’un des quatorze torpilleurs français de classe L'Adroit construits pour la marine française dans les années 1920.

## Conception
La classe L'Adroit était une version légèrement agrandie et améliorée de la classe Bourrasque. Les navires avaient une longueur totale de 107,2 mètres, une largeur de 9,9 mètres et un tirant d'eau de 3,5 mètres. Leur déplacement était de 1380 tonnes à charge standard et 2000 tonnes à pleine charge. Ils étaient propulsés par deux turbines à vapeur à engrenages, chacune entraînant un arbre d'hélice, utilisant la vapeur fournie par trois chaudières du Temple. Les turbines ont été conçues pour produire 31000 chevaux (22800 kW) et propulser les navires à 33 nœuds (61 km/h). Les navires transportaient 386 tonnes de mazout, ce qui leur donnait une autonomie de 3000 milles nautiques (5600 km) à 15 nœuds (28 km/h).
L’armement principal des navires de la classe L'Adroit consistait en quatre canons de 130 mm modèle 1924 en affûts simples, une paire à l’avant et une paire à l’arrière des superstructures. Leur armement antiaérien se composait d’une paire de canons de 37 mm modèle 1925. Les navires transportaient deux affûts triples de tubes lance-torpilles de 550 millimètres situés au-dessus de la ligne de flottaison. Deux toboggans pour grenades anti-sous-marines étaient installés à l’arrière. Ils contenaient seize grenades de 200 kilogrammes. De plus, deux lanceurs de grenades anti-sous-marines permettaient de tirer six grenades de 100 kilogrammes.

## Carrière
Le Basque a été mis en chantier le 18 septembre 1926, lancé le 25 mai 1929 et achevé le 5 mars 1931.
Après la guerre, il subit une révision majeure au second semestre 1945 avant d’être rattaché à l’École navale. Après avoir participé à la croisière d’été 1948, le Basque fut désarmé, placé en réserve spéciale le 1er janvier 1949 et radié le 10 décembre 1952.